# Vladïmïr Plotnïkov
Vladïmïr Plotnïkov (in kazako Владимир Плотников?; in russo Владимир Плотников?, Vladimir Plotnikov; 3 aprile 1986) è un ex calciatore kazako, di ruolo portiere.

## Palmarès

### Club

#### Competizioni nazionali
- Coppa del Kazakistan: 1

Qaýrat: 2015
- Supercoppa del Kazakistan: 2

Qaýrat: 2016, 2017